# 李氏金屬集團
李氏金屬集團有限公司，簡稱李氏金屬集團（英語：Lee Metal Group Limited，SGX：593），在1982年由李氏家族創立。
業務主要經營生產及銷售各種鋼鐵產品，總部位於No. 7 Tuas Ave 16, Singapore 638934。總經理及主席為李連培。股份在2000年4月24日於新加坡交易所創業板上市，其後在2006年9月11日轉在主板上市。招股價為0.19坡元，配售發行股份為67,500,000，集資額為12,825,000坡元。

## 連結
- LeeMetalGroup.com （页面存档备份，存于）